# Enotecnico
L'enotecnico è un perito agrario specializzato per la viticoltura e l'enologia locale.

## Formazione
Per conseguire il titolo di enotecnico è necessario frequentare (e diplomarsi) in un Istituto Tecnico Agrario con indirizzo Viticolo ed Enologico. 
Superato l'esame di stato si passa alla specializzazione della durata di 1 anno in uno degli Istituti Tecnici Agrari che presentano tale corso. 
La durata complessiva d'istruzione è di 6 anni.